# Sint-Katelijne-Waver
Sint-Katelijne-Waver (in francese Wavre-Sainte-Catherine) è un comune belga di 19 642 abitanti nelle Fiandre (Provincia di Anversa).

## Suddivisioni
Il comune è costituito dai seguenti distretti:
- Sint-Katelijne-Waver / Wavre-Sainte-Catherine / Wavre-Santa-Caterina
- Onze-Lieve-Vrouw-Waver / Wavre-Notre-Dame / Wavre-Nostra-Signora